# Георги Чакъров (кмет)
Вижте пояснителната страница за други личности с името Георги Чакъров.
Георги Александров Чакъров е български политик, кмет на община Полски Тръмбеш (2003 – 2007, 2007 – 2011, 2011 – ...).

## Биография
Георги Чакъров е роден на 12 август 1963 година в град Полски Тръмбеш, България. Завършва специалност „Икономика“ в Стопанска академия „Димитър А. Ценов“, Свищов.

### Трудов опит
В периода от 1988 до 1994 година работи на различни длъжности в община Полски Тръмбеш, от 1994 до 2003 година е директор на предприятие.

### Политическа кариера
През 2003 година Георги Чакъров е избран за кмет на Полски Тръмбеш от БСП, изкарва три последователни мандата.

#### Избори
На местните избори през 2007 година е избран за кмет като независим кандидат, подкрепен от БСП. Печели на първи тур със 71,23 %, втори след него е Емил Енчев от ГЕРБ с 15,14 %.
На местните избори през 2011 година е избран за кмет като независим кандидат, подкрепен от БСП. Печели на първи тур с 51,28 %, втори след него е Емил Енчев от ГЕРБ с 22,65 %.